# Галичини
Гали́чини — пасажирська зупинна залізнична платформа Рівненської дирекції Львівської залізниці.
Розташована поблизу села Галичани Горохівський район, Волинської області на лінії Львів — Ківерці між станціями Горохів (3 км) та Звиняче (10 км).
Станом на грудень 2016 р. на платформі зупиняються приміські поїзди.